# Rottincuore
Rottincuore è il terzo album in studio della cantante pop italiana Romina Falconi, pubblicato il 16 maggio 2025 dalla Freak & Chic, con distribuzione ADA Music Italy.
L'album contiene i singoli La suora, Lupo mannaro, Maria Gasolina e La solitudine di una regina, che hanno anticipato l'uscita dell'album.

## Tracce
1. Rottincuore lacrimosa – 3:01
2. Ho già i problemi miei – 3:30
3. Disturbo ossessivo – 3:34
4. Incendio doloroso (feat. Roberto Casalino) – 3:35
5. Maria Gasolina – 3:16
6. La solitudine di una regina – 3:22
7. Zona Cesarina (feat. Immanuel Casto) – 3:06
8. Ti maledico – 3:01
9. Io ti includo – 2:51
10. Lupo mannaro – 3:36
11. La suora – 3:03
12. Nessuno ti ama – 3:20
13. Sono felice – 3:58
14. Magari vivi – 2:49
15. Magari muori – 3:25